# Leutold I. von Kuenring-Dürnstein

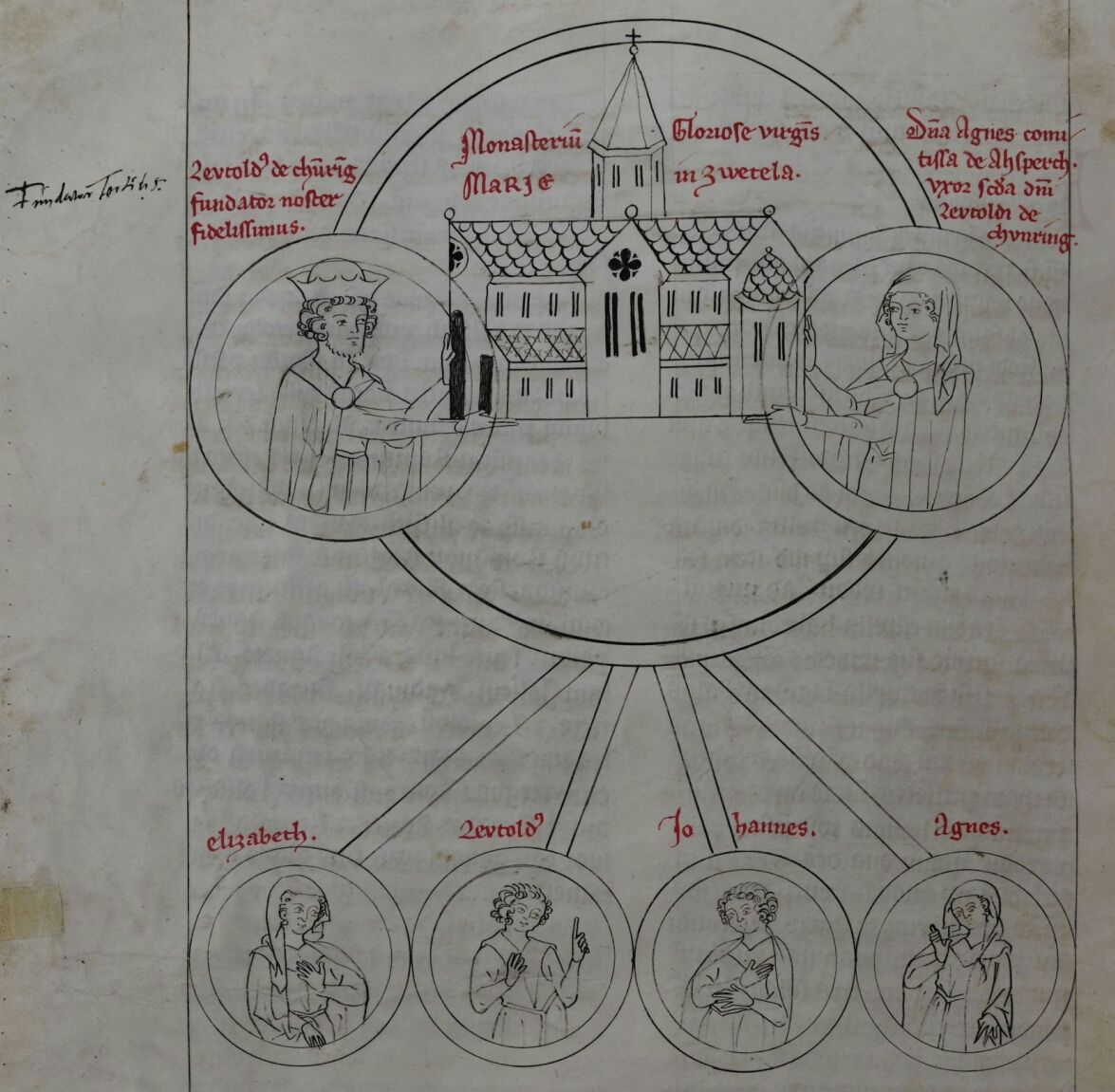
Leutold und seine Gattin Agnes halten ein Modell der Klosterkirche Zwettl, darunter ihre Kinder. F. 64v der „Bärenhaut“ mit später hinzugefügter Bezeichnung Fundator tertius.

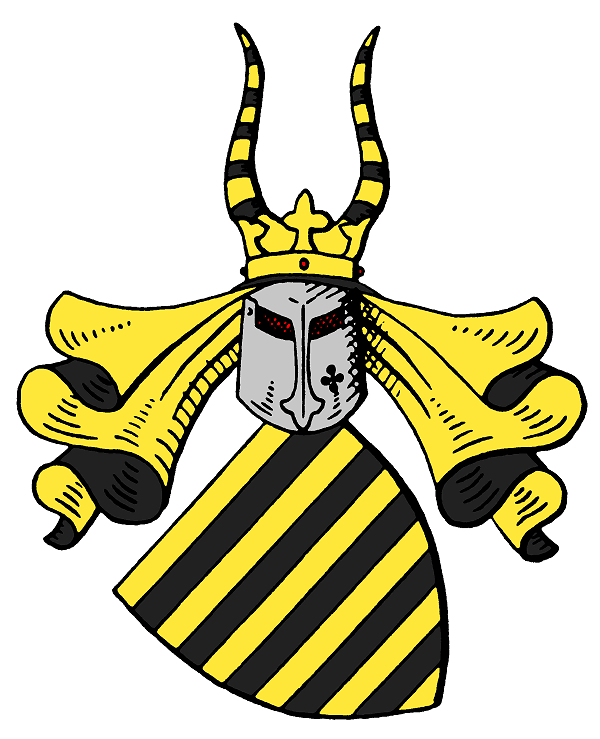
Wappen der Kuenringer

Leutold I. von Kuenring-Dürnstein (* 1243; † 18. Juni 1312) gehörte dem Ministerialengeschlecht der Kuenringer in Ostarrîchi an und gilt als „dritter Stifter“ (lateinisch tertius fundator) des Stiftes Zwettl nach Hadmar I. und Hadmar II.

## Leben
Leutold I. wurde als ältester Sohn von Albero V. (* ~1210/15; † 8. Jänner 1260), dem Stammvater der Linie Kuenring-Dürnstein, und der Gertrud von Wildon geboren. Die Schwerpunkte der Kuenring'schen Interessen lagen in Dürnstein und in Weitra, nachdem es unter Albero V. zu einer Linienteilung gekommen war. Nach dem Tod von Albero im Jahre 1260 übernahm zunächst sein Bruder Heinrich IV., der Stammvater der Linie Kuenring-Weitra-Seefeld, die Führungsrolle des Hauses. Beide, Vater und Onkel von Leutold, zählten zu den Stützen der Herrschaft des böhmischen Königs Ottokar II. in Österreich, während sich Leutold mit seinen beiden jüngeren Brüdern, Albero VI. (* 1244/45; † 1278) und Heinrich VI. (* 1252; † 31. Januar 1286) auf die Seite von König Rudolf I. von Habsburg stellte. Leutold und seine beiden Brüder kämpften 1278 in der Schlacht bei Dürnkrut und Jedenspeigen an der Seite von Rudolf gegen Ottokar, wobei Leutolds Bruder Albero fiel.
Nachdem sein Onkel Heinrich und dessen gleichnamiger Sohn – seine Verwandten aus der Weitraer Linie – Besitz und Amt wegen Konspiration gegen Rudolf verloren hatten und ins Exil flohen, war Leutold als Ältester Repräsentant des Hauses. Er übernahm am 21. Juli 1280 von Rudolf I. das Stadt- und Landgericht Zwettl als Pfand und hielt sich häufig hier auf, was aus den von ihm in Zwettl gesiegelten Urkunden hervorgeht. Als eine der bedeutendsten Persönlichkeiten derer von Kuenring war er nicht nur Gönner der Stadt, der 1295 dem Bürgerspital eine Mühle stiftete, sondern auch des Stiftes Zwettl.
Er und sein Bruder Heinrich sollten als geschworene Räte den Nachfolger König Rudolfs, Albrecht I., bei der Verwaltung des Landes unterstützen. Leutold heiratete um 1269 in erster Ehe Agnes von Feldsberg, sein Bruder 1276 ebenfalls in erster Ehe deren Schwester Alheid. Beide Ehen brachten den Kuenringern die Herrschaft Feldsberg sowie die Belehnung mit dem Reichslehen Seefeld, das später zu einem der Herrschaftszentren der Kuenringer wurde.
Das zunächst gute Verhältnis Leutolds zu Albrecht verschlechterte sich wegen dessen Weigerung, die Rechte der Landherren zu bestätigen. Nachdem es 1295 zum Ausbruch einer misslungenen Adelserhebung gekommen war, an deren Spitze auch Leutold von Kuenring beteiligt war, musste sich dieser mit der Urkunde vom 25. Juni 1296 unterwerfen und den Treueschwur leisten, womit auch Burg und Stadt Weitra endgültig verloren gingen. Damit war es Albrecht gelungen, das Entstehen einer geschlossenen Kuenringerherrschaft im oberen Waldviertel zu verhindern. Leutold gehörte aber weiterhin zu den reichsten und mächtigsten Adeligen des Landes, obgleich die zeitweilige Verpfändung von Wolfstein und Spitz die Macht der Kuenringer in der Wachau vorübergehend schwächte.

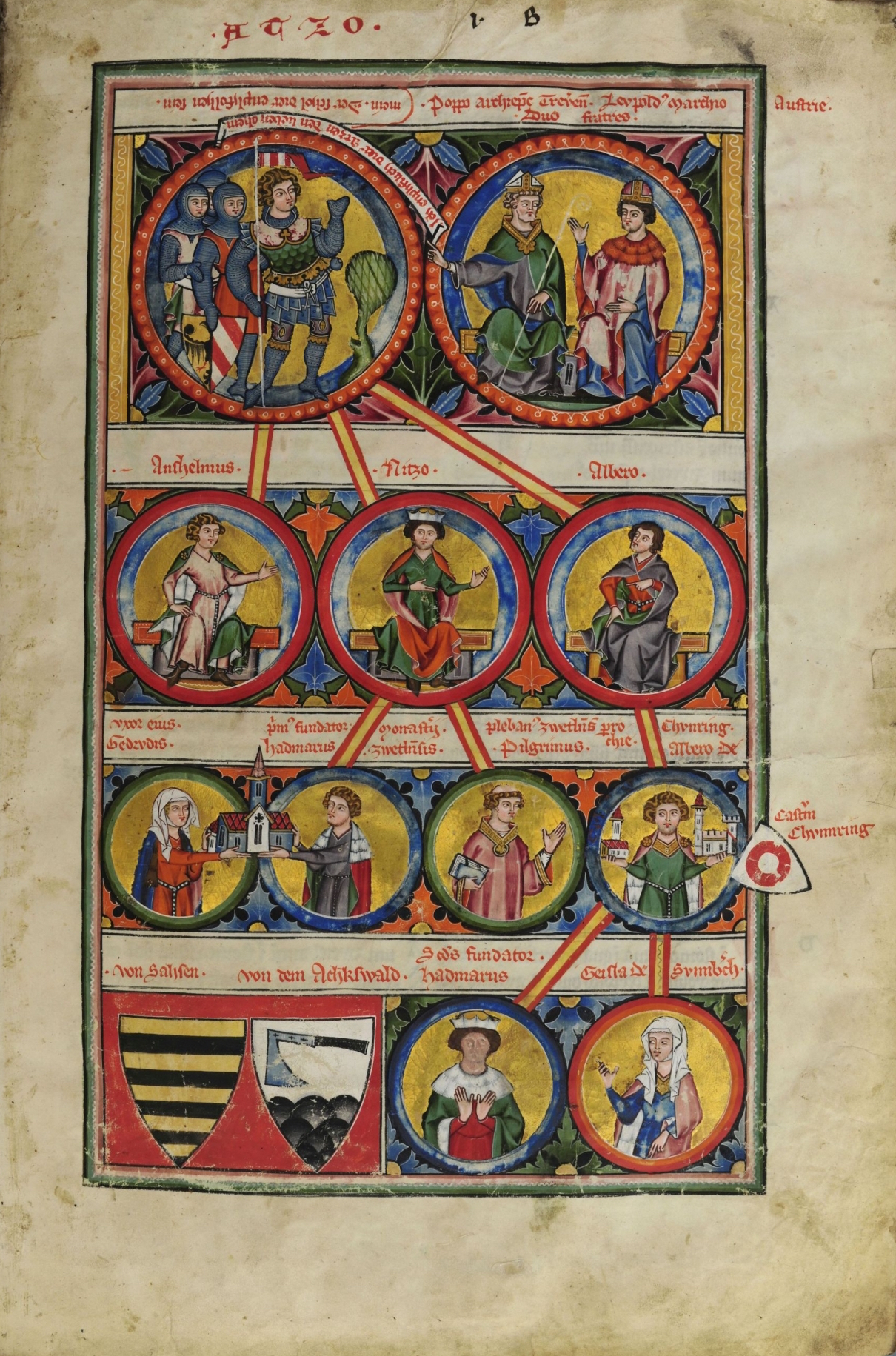
Kuenringer-Stammbaum auf fol. 8r der „Bärenhaut“

Leutold kümmerte sich persönlich um die Verwaltung seiner Güter und um das Hauskloster Zwettl und versöhnte es nach den Schädigungen, die es durch seinen Großvater und Großonkel Hadmar III. und dessen jüngeren Bruder Heinrich III. (I.), den „Hunden“ von Kuenring, erfahren hatte, durch reiche Schenkungen wieder mit den Kuenringern. Mit seinem Wirken steht die Anlage des Zwettler Stifterbuches, der Bärenhaut, in engem Zusammenhang, indem er unter Abt Ebro (1273–1304) zur Vorbereitung die Zusammenstellung der Zwettler Urkunden förderte, in denen die Geschichte des Hauses und die Schenkungen an das Kloster dokumentiert sind. All das brachte ihm die Bezeichnung tertius fundator ein.
Für seine Großzügigkeit spricht, dass er neben Zwettl auch die Nonnen im Zisterzienserinnenkloster St. Bernhard bei Horn, das von seinen Schwiegereltern Albero von Feldsberg und Gisela von Ort 1269 gegründete Dominikanerinnenklosters Imbach und das Schottenstift in Wien in der Nähe seines Stadthauses mit seinen Stiftungen bedachte. Nach einer Urkunde vom 11. März 1289 schenkte er dem Klarissenorden einen Bauplatz für ein Klostergebäude in Dürnstein, gründete 1294 nach Vollendung der Bauarbeiten das Klarissenkloster Dürnstein und soll überlegt haben, selbst in das Kloster einzutreten. Auf Betreiben von Albrecht I., der Leutold nicht an das Kloster verlieren wollte, heiratete dieser Anfang 1300 Agnes von Asberg, eine Verwandte von Albrecht, die auch mit der heiligen Elisabeth von Thüringen verwandt gewesen sein soll. Durch diese Heirat wurde nicht nur Leutolds Rang, sondern auch die weltliche wie geistliche Würde der Zwettler Mönche herausgestrichen.
Nach dem Tod von Leutold I. von Kuenring-Dürnstein im Jahre 1312 hielt den Besitz zunächst seine Witwe zusammen, in weiterer Folge gelangte dieser durch Erbschaft an verschiedene Adelsgeschlechter. So gelangte ein Großteil der Güter in der Wachau mit dem Stammsitz Dürnstein über die Enkelin von Leutold an die Maissauer, ein anderer Teil über die Kuenringerin Elsbeth an die Wallseer. Nizzo II. (* ~1346/47; † 1405) aus der Weitraer Linie, der sich Kuenring-Seefeld nannte, setzte die Adelstradition fort.